# 2010 год в телевидении
Список 2010 год в телевидении описывает события в мире телевидения, произошедшие в 2010 году.

## События

### Январь
- 1 января 
  - Глобальный ребрендинг телеканалов ВГТРК[1].
  - Телеканал «7ТВ» отказался от спортивной тематики и сменил концепцию вещания[2].
- 4 января — В Грузии запущен информационный телеканал «ПИК».
- 11 января — Премьера сериала «Школа» на «Первом канале».
- 15 января — В Ростовской области запущен первый региональный спутниковый телеканал «Южный Регион Дон».[3]
- 19 января — в ночь на 20 января 2010 года началось тестовое вещание канала Rusong TV.
- 28 января — «Триколор ТВ» запустил новый платный пакет телеканалов в формате MPEG-4.[4]

### Февраль
- 1 февраля 
  - Телеканал «Муз-ТВ» изменил свой логотип и запустил новые программы;
  - Московский телеканал «Телеинформ» закрыт и заменён на «77 канал».
- 6 февраля — Интеллектуальная телеигра «Брэйн-ринг» возвращается на телеэкраны после 10-летнего перерыва[5]
- 7 февраля — Смена логотипа юношеского телеканала «Бибигон».
- 8 февраля — Телеканал «РЕН» изменил свой логотип и оформление.[6] Появились новые программы, в том числе перешедший с Пятого канала «Экстренный Вызов»;
- 9 февраля — Первый спортивный телеканал в формате высокой чёткости «2 Спорт 2» начал тестовое вещание.
- 12 февраля — «НТВ-Плюс» впервые отказался от освещения Олимпиады в Ванкувере.
- [7]16 февраля- в г.Великие Луки Псковская область телекомпания "Рапид" сменила сетевого партнёра с ТНТ на ДТВ.

### Март
- 1 марта 
  - Британский «MTV» вышел с новым оформлением[8], а три канала MTV были переименованы.
  - Начало вещания телеканала "Пингвин" в странах Балтии на латышском, русском, Литовском и эстонском языках.
  - Смена логотипа телеканала «Где и кто».
- 7 марта — Премьера программы «Жестокие игры» на «Первом канале».[9]
- 8 марта — Елецкий телеканал «Елецкое телевидение» сменил сетевого партнёра с «ТНТ» на «MTV Россия».
- 15 марта — «Пятый канал» запустил новую сетку вещания. Сменились заставки и оформление, появились новые передачи, которые просуществовали почти год: «Свобода мысли», «Программа передач Светланы Сорокиной» и другие.[10][11]
- 22 марта — Запуск трёх новых телеканалов «Мужской»[12], «Успех»[13] «Загородная жизнь»[14] впервые на спутниковой платформе «Континент»
- 29 марта 
  - Премьера сериала «Интерны» на «ТНТ».
  - Смена логотипа и названия украинского телеканала «Мегаспорт» в «Мега».
- 31 марта 
  - Получение лицензии на вещание русской версии популярного развлекательного телеканала «Disney Channel».

### Апрель
- 1 апреля — Вторая смена логотипа телеканала «Где и кто».
  - «Первый канал» отмечал свой юбилей — 15 лет в эфире.

- 5 апреля — Канал НТВ-Плюс «NBA-TV» переименован в «Баскетбол», где помимо матчей NBA демонстрируются матчи баскетбольных чемпионатов, передачи о баскетболе и многое другое[15].
- 7 апреля — В Молдавии запущен новостной телеканал «Publika TV».
- 9 апреля — Ребрендинг канала «Sci-Fi Russia» в Syfy Russia[16], и впервые на канале демонстрируются отечественные фильмы.
- 10 апреля 
  - «MTV Россия» выходит с новым «Урезанным» логотипом и немножко прежним оформлением.
  - Смена логотипа красноярского телеканала «ТВ-Центр Красноярск».
- 13 апреля — Телеканал «A-ONE» получил статус «Бренд Года»[17].
- 20 апреля — 
  - Премьера программы «О самом главном» на «России-1».
  - «Триколор ТВ» включил телеканал «Наш футбол» от НТВ-Плюс.
- 23 апреля — Программе «Comedy Club» исполняется пять лет, в честь этого программа вышла в новом формате.
- 27 апреля — Официальное начало вещания телеканала «Дождь»[18].

### Май
- 1 мая 
  - Телеканал «Настоящее Смешное Телевидение» покинул «Базовый» и «Базовый расширенный» пакеты спутникового оператора «НТВ-Плюс», а также пакет «НТВ+ Восток»[19].
  - Ребрендинг «Цифрового телесемейства Первого канала». Все четыре телеканала вышли в новом оформлении[20].
- 5 мая — Телеканал «Universal» сменил логотип.
- 7 мая — ВГТРК приобрела права на трансляцию открытого чемпионата Франции по теннису (Ролан Гаррос 2010). «НТВ-Плюс» не смог окончательно договориться о приобретении сублицензии на показ этого чемпионата[21].
- 10 мая — «Волковысский телеканал» начал своё вещание[22].
- 12 мая — Телеканалы «Eurosport» и «Eurosport 2» перешли на формат вещания 16:9[23].
- 18 мая — Телеканал «HD Life» перешёл на круглосуточное вещание, как и другие каналы Red Media[24].
- 19 мая
  - Число просмотров видео с канала «Russia Today» на YouTube превысило 100 миллионов. Впервые за пять лет существования всемирного видеосервиса российскому проекту удалось преодолеть такую отметку[25].
  - Ребрендинг итальянских телеканалов «Rai Uno» в «Rai 1», «Rai Due» в «Rai 2», «Rai Tre» в «Rai 3», «RaiSat Cinema» в «Rai Movie», «RaiSat Premium» в «Rai Premium» и т. д.
- 22 мая — «НТВ-Плюс» впервые в России транслировал спортивное событие в формате 3D — финал Лиги Чемпионов[26].
- 28 мая — Телепередача «Времечко» возвращается на телеэкраны, но уже на платном телеканале «PRO Деньги»[27].
- 29 мая — Смена логотипа американского телеканала «Cartoon Network».

### Июнь
- 1 июня 
  - Базу каналов «НТВ-ПЛЮС» покинули сразу два музыкальных телеканала: «Music Box TV» и «VH1 Россия». Канал «Music Box TV» был заменён на европейскую версию «VH1». Канал «VH1 Россия» тут же исключён в связи с его окончательным закрытием;[28]
  - Запуск музыкального телеканала «Дискотека ТВ».
- 11 июня — Канал высокой чёткости «2 Спорт 2» возобновляет вещание с полным освещением чемпионата мира по футболу в ЮАР. С этого момента канал могут теперь смотреть абоненты АКАДО.

### Июль
- 1 июля — Смена логотипа украинского телеканала «Украина».
- 5 июля — Начало вещания «Восьмого канала» в России.
- 13 июля
  - Прекращение вещания и закрытие спортивного телеканала «2 Спорт 2».
  - Смена логотипа и оформления российского телеканала «Страна».
- 26 июля — на канале «Россия-1» вышел последний выпуск документально-биографической программы Виталия Вульфа «Мой серебряный шар».
- 27 июля — Началось полноценное вещание канала «Rusong TV» (сейчас — Bridge TV русский хит).

### Август
- 3 августа — Начал вещание эротический телеканал «Эгоист».
- 6 августа — Смена логотипа на телеканале Домашний, у логотипа исчезло название канала.
- 10 августа 
  - В России запущена спутниковая версия канала Disney на частоте телеканала «Jetix».[29]
  - Начало тестового вещания телеканала «Спорт-1».
- 16 августа — На «Первый канал» вышла в эфир телепередача о здоровом образе жизни «Жить здорово!».
- 29 августа — Последние дни вещания омского «12 канала» с сетевым партнёром.
- 30 августа 
  - Премьера программы «Какое ИЗОбразие!» на «Бибигон».
  - Смена логотипа, оформления и голоса канала «ДТВ».
  - Смена логотипов телеканалов «НТВ» и «НТВ-Мир».
  - Владимирский канал «ТВ-6 Владимир» изменил название на «6 канал».
  - Смена логотипа украинского телеканала «ТЕТ».
  - Ребрендинг украинского телеканала «Кіно» в «2+2».
  - Смена оформления украинского телеканала «ICTV».

### Сентябрь
- 1 сентября
  - Смена логотипа и графического оформления телеканала «10 Канал».
  - Начало полноценного вещания телеканала «TV ARM RU»[30];
  - В тестовом режиме начал вещание информационный телеканал «ВТС» кабельного оператора Ярославльтелесеть;
  - Начало вещания телеканала «Оружие» — первого российского телеканала, посвящённого оружию.
  - Телеканалы «Совершенно Секретно» и «Парк развлечений» перешли на круглосуточное вещание.
- 11 сентября — Смена логотипа украинского телеканала «2+2», он стал в белом прозрачном прямоугольнике и слегка уменьшенный в размере.
- 12 сентября 
  - Премьера программы «Первого канала» «Yesterday Live».[31]
  - Последний день вещания красноярского «29 канала».
- 17 сентября — Смена названия на территории России телеканала «Hallmark Channel» в «Diva Universal».[32]
- 25 сентября — Начало вещания краснодарского «9 канала Орбита».
- 27 сентября — В Казахстане запущен детский телеканал «Балапан».
- 30 сентября
  - Игровой телеканал «Gameland TV» завершил вещание (в 12:28), в 12:30 на его частоте начал вещание мужской телеканал «Man TV»[33].
  - Прекращение вещания и закрытие петербургского «Нового канала».

### Октябрь
- 1 октября
  - Информационный телеканал «ВТС» кабельного оператора Ярославльтелесеть начал полноценное вещание.
  - Смена логотипа познавательного телеканала «Russian Travel Guide».
- 4 октября — В Самаре запущен просветительский кабельный телеканал «ДЛД».
- 10 октября
  - В Санкт-Петербурге запущен кабельный телеканал «Санкт-Петербург».
  - Запущен телеканал «The Hub», в первый день вещания на этом канале была показана первая серия мультсериала «My Little Pony: Friendship Is Magic»
- 22 октября — Красноярский телеканал «Афонтово» прекратил своё вещание, заменён на ТВ3.
- 31 октября — В Армении запущен музыкально-развлекательный телеканал «Lime».

### Ноябрь
- 1 ноября — Телеканал «РЕН» вернул название бренда «РЕН ТВ». Перед этим на канал вернулся гендиректор Александр Орджоникидзе[34] и поменялся генеральный продюсер, которым стал телеведущий Игорь Прокопенко.[35]
- 8 ноября — Премьера сериала «Реальные пацаны» на «ТНТ».
- 15 ноября — Смена оформления российского канала «ТВ-3».
- 26 ноября — Начало вещания итальянского телеканала «Rai 5» на месте телеканала «Rai Extra».
- 26 ноября — Смена логотипа телеканала «Cartoon Network» на территории Российской Федерации.

### Декабрь
- 1 декабря — Смена логотипа и оформления абаканского телеканала «ТВ-7».
- 5 декабря — В Азербайджане запущен телеканал «MTV Азербайджан».
- 6 декабря — Смена логотипа украинского семейно-развлекательного телеканала «КРТ».
- 20 декабря 
  - «РЕН ТВ» начал повтор всех серий сериала «Солдаты».
  - Смена логотипа и графического оформления «Башкирского спутникового телевидения».
- 27 декабря — В результате объединения телеканалов «Теленяни» и «Бибигона» запущен единый детский телеканал «Карусель»[36].
- 31 декабря — Смена логотипа и графического оформления для Всех Спортивных телеканалов «НТВ-Плюс»
- На телеканале ТНТ показан пробный выпуск 5 сезона Наша Russia

### Без точных дат
- Запуск армянского телеканала ATV.
- Смена логотипа курганского телеканала «Гриф Медиа» в сокращённом варианте.